# Visão Oeste
Visão Oeste, ou Portal Visão Oeste,  é uma publicação digital da Editora Visão Oeste Eireli. Começou em 2001 como um jornal impresso semanal, sediado na cidade de Osasco, na Grande São Paulo.
Em 2017 abandonou a edição impressa e transformou-se no primeiro jornal local tradicional a ter apenas edição digital na Internet, com atualização diária em tempo real, transformando-se definitivamente no Portal Visão Oeste. 
Quando impresso, chegou a ter uma tiragem de 35 mil exemplares e distribuição em semáforos, grandes empresas e estações de trem. Tinha formato "tabloide inglês" (germânico), com edições de 12 páginas semanais em média.
Já como portal de notícias, traz principalmente notícias da região oeste do Estado de São Paulo. Municípios como Osasco, Carapicuíba, Cotia, Jandira, Itapevi, Taboão da Serra, Santana de Parnaíba, Barueri e Pirapora do Bom Jesus são o foco de atuação do veículo.
Está fortemente presente nas redes sociais. Também está disponível na forma de aplicativo oficial na AppStore, a loja de aplicativos para dispositivos iOS da Apple. Além disso, é o pioneiro na região a utilizar o conceito de webapp /PWA, permitindo a instalação (via atalho) do Portal Visão Oeste em qualquer dispositivo android sem a necessidade de download.